# Kirsty Coventry
Kirsty Leigh Coventry (Harare, 16 september 1983) is een Zimbabwaans politicus, sportbestuurder en voormalig zwemster. Sinds 24 juni 2025 is zij voorzitster van het Internationaal Olympisch Comité. Tijdens de Olympische Zomerspelen 2004 in Athene won ze drie medailles: een gouden, een zilveren en een bronzen. Ook tijdens de Spelen van 2008 zwom Coventry naar het podium. Zij haalde daar opnieuw goud op de 200 meter rugslag en zilveren medailles op de 100 meter rugslag en op de 200 en de 400 meter wisselslag. Ze is oud-wereldrecordhoudster.

## Carrière
Bij haar internationale debuut in het professioneel zwemmen, op de Gemenebestspelen 1998 in Kuala Lumpur, eindigde Coventry als achtste op de 200 meter wisselslag, als elfde op de 100 meter vrije slag en als veertiende op de 100 meter rugslag. Tijdens de Olympische Zomerspelen van 2000 in Sydney strandde de Zimbabwaanse in de halve finales van de 100 meter rugslag, op de andere onderdelen waarop zij in actie kwam, waren de series haar eindstation.
Op de Gemenebestspelen 2002 in Manchester veroverde Coventry de gouden medaille op de 200 meter wisselslag, op de 100 en de 200 meter rugslag eindigde ze als vijfde en op de 50 meter rugslag als zevende. In Barcelona nam de Zimbabwaanse deel aan de wereldkampioenschappen zwemmen 2003, op dit toernooi werd ze uitgeschakeld in de halve finales van de 200 meter rugslag en de 200 meter wisselslag en in de series van de 100 meter rugslag en de 400 meter wisselslag.
Tijdens de Olympische Zomerspelen van 2004 in Athene veroverde Coventry de gouden medaille op de 200 meter rugslag, op de 100 meter rugslag sleepte ze de zilveren medaille in de wacht en op de 200 meter wisselslag mocht ze de bronzen medaille in ontvangst nemen. Haar medaille op de 100 meter rugslag was de tweede Zimbabwaanse medaille ooit op de Olympische Spelen.

### 2005-2008
Op de wereldkampioenschappen zwemmen 2005 in Montreal legde de Zimbabwaanse beslag op de wereldtitels op zowel de 100 als de 200 meter rugslag, op de 200 en de 400 meter wisselslag werd ze vice-wereldkampioene achter de Amerikaanse Katie Hoff.
In Victoria nam Coventry deel aan de Pan Pacific kampioenschappen zwemmen 2006, op dit toernooi eindigde ze als vierde op zowel de 200 meter rugslag als de 200 meter wisselslag. Op de 100 meter rugslag en de 400 meter wisselslag eindigde ze beide keren op de tiende plaats.
Tijdens de wereldkampioenschappen zwemmen 2007 in Melbourne veroverde de Zimbabwaanse de zilveren medaille op zowel de 200 meter rugslag als de 200 meter wisselslag, op de 100 meter rugslag strandde ze in de halve finales.
In februari 2008 verbeterde ze in Columbia het wereldrecord op de 200 meter rugslag, dat sinds 1991 in handen was van de Hongaarse Krisztina Egerszegi. Op de wereldkampioenschappen kortebaanzwemmen 2008 in Manchester sleepte Coventry vier wereldtitels in de wacht, op de 100 en 200 meter rugslag en de 200 en 400 meter wisselslag. Op de 100 meter wisselslag legde ze beslag op de bronzen medaille en op de 50 meter rugslag eindigde ze op de vijfde plaats. In Peking nam de Zimbabwaanse voor de derde maal deel aan de Olympische Zomerspelen, op dit toernooi prolongeerde ze haar olympische titel op de 200 meter rugslag. Op de 100 meter rugslag moest ze, ondanks een wereldrecord in de halve finales, genoegen nemen met het zilver. Op de beide wisselslagnummers wist ze eveneens de zilveren medaille in de wacht te slepen.

### 2009-2012

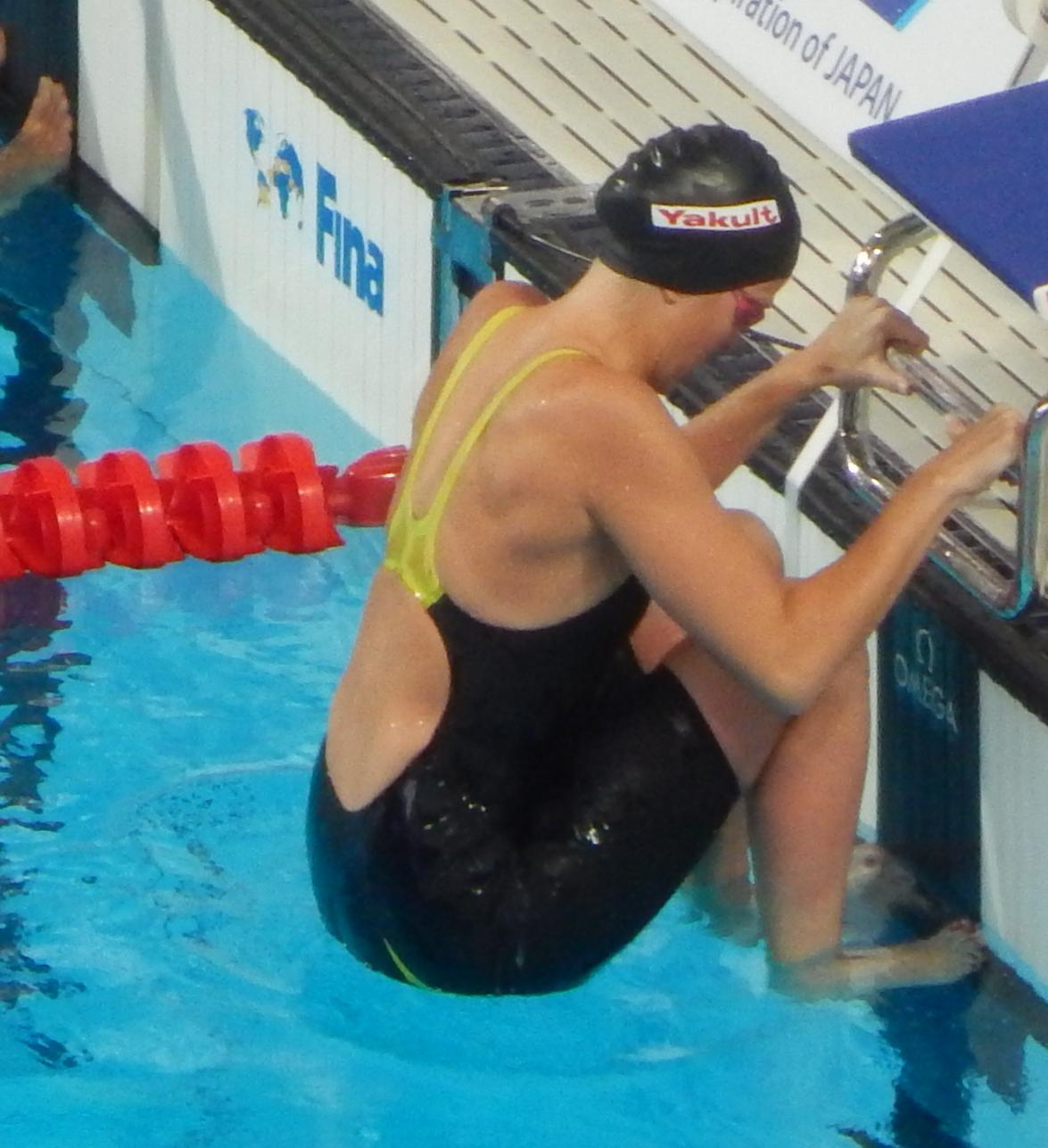
Kirsty Coventry in 2015

Tijdens de wereldkampioenschappen zwemmen 2009 in Rome veroverde Coventry de wereldtitel op de 200 meter rugslag, op de 400 meter wisselslag legde ze beslag op de zilveren medaille. Op de 200 meter wisselslag eindigde ze op de vierde plaats en op de 100 meter rugslag eindigde ze als achtste.
Op de wereldkampioenschappen zwemmen 2011 in Shanghai werd de Zimbabwaanse uitgeschakeld in de halve finales van de zowel de 200 meter rugslag als de 200 meter wisselslag, op de 400 meter wisselslag kwam ze niet verder dan de series.
In Londen nam Coventry deel aan de Olympische Zomerspelen 2012. Op dit toernooi eindigde ze als zesde op zowel de 200 meter rugslag als de 200 meter wisselslag, op de 100 meter rugslag strandde ze in de series.

### Latere carrière
Na haar zwemcarrière ging Coventry aan de slag bij het Internationaal Olympisch Comité (IOC) als voorzitster van de Atletencommissie en, vanaf 2018, als lid van het Uitvoerend Comité van het IOC. Ook stapte ze in haar thuisland in de politiek. Op 20 maart 2025 werd ze verkozen om Thomas Bach op te volgen als voorzitster van het Internationaal Olympisch Comité. Op 24 juni nam ze die functie officieel op met een mandaat van acht jaar. Coventry is de allereerste vrouw en Afrikaan aan het hoofd van het IOC.

## Internationale toernooien
| Jaar | Olympische Spelen                                                           | WK langebaan                                                                          | WK kortebaan                                                                                       | PanPacs                                                                 | Gemenebestspelen                                                     |
| ---- | --------------------------------------------------------------------------- | ------------------------------------------------------------------------------------- | -------------------------------------------------------------------------------------------------- | ----------------------------------------------------------------------- | -------------------------------------------------------------------- |
| 1998 |                                                                             | geen deelname                                                                         | |                                                                         | 11e 100m vrije slag 14e 100m rugslag 8e 200 m wisselslag             |
| 1999 |                                                                             |                                                                                       | geen deelname                                                                                      | geen deelname                                                           |                                                                      |
| 2000 | 36e 50m vrije slag 28e 100m vrije slag 12e 100m rugslag 18e 200m wisselslag |                                                                                       | geen deelname                                                                                      |                                                                         |                                                                      |
| 2001 |                                                                             | geen deelname                                                                         | |                                                                         |                                                                      |
| 2002 |                                                                             |                                                                                       | geen deelname                                                                                      | geen deelname                                                           | 7e 50m rugslag · 5e 100m rugslag · 5e 200m rugslag · 200m wisselslag |
| 2003 |                                                                             | 19e 100m rugslag 14e 200m rugslag 9e 200m wisselslag 14e 400m wisselslag              | |                                                                         |                                                                      |
| 2004 | 100m rugslag · 200m rugslag · 200m wisselslag                               |                                                                                       | geen deelname                                                                                      |                                                                         |                                                                      |
| 2005 |                                                                             | 20e 200m vrije slag · 100m rugslag · 200m rugslag · 200m wisselslag · 400m wisselslag | |                                                                         |                                                                      |
| 2006 |                                                                             |                                                                                       | geen deelname                                                                                      | 10e 100m rugslag 4e 200m rugslag 4e 200m wisselslag 10e 400m wisselslag | geen deelname                                                        |
| 2007 |                                                                             | 14e 100m rugslag · 200m rugslag · 200m wisselslag · DQ 400m wisselslag                | |                                                                         |                                                                      |
| 2008 | 100m rugslag · 200m rugslag · 200m wisselslag · 400m wisselslag             |                                                                                       | 5e 50m rugslag · 100m rugslag · 200m rugslag · 100m wisselslag · 200m wisselslag · 400m wisselslag |                                                                         |                                                                      |
| 2009 |                                                                             | 8e 100m rugslag · 200m rugslag · 4e 200m wisselslag · 400m wisselslag                 | |                                                                         |                                                                      |
| 2010 |                                                                             |                                                                                       | geen deelname                                                                                      | geen deelname                                                           | geen deelname                                                        |
| 2011 |                                                                             | 11e 200m rugslag 9e 200m wisselslag 14e 400m wisselslag                               | |                                                                         |                                                                      |
| 2012 | 14e 100m rugslag 6e 200m rugslag 6e 200m wisselslag                         |                                                                                       | geen deelname                                                                                      |                                                                         |                                                                      |

## Persoonlijke records
Bijgewerkt tot en met 1 augustus 2009
Kortebaan
| Afstand         | Tijd    | Datum         | Plaats     |
| --------------- | ------- | ------------- | ---------- |
| 100m rugslag    | 57,10   | 10 april 2008 | Manchester |
| 200m rugslag    | 2.00,91 | 11 april 2008 | Manchester |
| 200m wisselslag | 2.06,13 | 12 april 2008 | Manchester |
| 400m wisselslag | 4.26,52 | 9 april 2008  | Manchester |

Langebaan
| Afstand         | Tijd    | Datum            | Plaats |
| --------------- | ------- | ---------------- | ------ |
| 100m rugslag    | 58,77   | 11 augustus 2008 | Peking |
| 200m rugslag    | 2.04,81 | 1 augustus 2009  | Rome   |
| 200m wisselslag | 2.08,59 | 13 augustus 2008 | Peking |
| 400m wisselslag | 4.29,89 | 10 augustus 2008 | Peking |